# Релингер, Анке
Анке Релингер (нем. Anke Rehlinger; род. 6 апреля 1976, Вадерн, Саар) — политический деятель Германии. Министр-председатель Саара с 2022 года.

## Биография
Родилась 6 апреля 1976 года в Вадерне, Федеративная Республика Германии. Училась в Саарском университете. С 2004 года является депутатом ландтага Саара. В ландтаге была председателем Комитета по европейским делам (2008—2009) и Комитета по образованию, культуре и СМИ (2009—2011). С 2011 по 2012 год была заместителем председателя парламентской группы Социал-демократической партии Германии (СДПГ).
В период с 2012 по 2014 год была министром юстиции, защиты прав потребителей и окружающей среды в правительстве министра-председателя Саара Аннегрет Крамп-Карренбауэр. В 2013 году она сменила Хайко Мааса на должности заместителя министра-председателя и министра экономики, сначала под руководством Крамп-Карренбауэр (2014—2018 годы), а затем Тобиаса Ханса (с 2018 года). В 2017 году была кандидатом от СДПГ на выборах в ландтаг Саара, но проиграла Аннегрет Крамп-Карренбауэр и продолжила работать в правительстве Саара.
Как один из представителей Саара в Бундесрате, Анке Релингер входит в Комитет по труду, интеграции и социальной политике; комитет по экономическим вопросам; и комитет по транспорту. На переговорах по формированию коалиционного правительства на национальном уровне после парламентских выборов 2017 года стала сопредседателем рабочей группы по сельскому хозяйству; её коллегами были Юлия Клёкнер и Кристиан Шмидт. Также была членом рабочей группы по транспорту.
В марте 2018 года сменила Хайко Мааса на посту лидера СДПГ в Сааре: на съезде партии была избрана большинством голосов в 94,5 %. На национальном съезде СДПГ в 2019 году была избрана одной из пяти заместителей сопредседателей СДПГ Заскии Эскен и Норберта Вальтера-Борьянса, наряду с Кларой Гейвиц, Хубертусом Хайлем, Кевином Кюнертом и Серпил Мидьятли.
25 апреля 2022 года депутаты Саарского ландтага проголосовали за утверждение Релингер в должности главы земельного правительства (из 51 проголосовавшего её кандидатуру поддержали 32 депутата).

## Прочая деятельность

### Регулирующие органы
- С 2014 года член консультативного совета Федерального сетевого агентства по электричеству, газу, телекоммуникациям, почте и железной дороге[9].

### Корпоративные советы
- Бывший член наблюдательного совета «Landesbank Saar»[10];
- Бывший член наблюдательного совета «VSE AG».

### Некоммерческие организации
- С 2018 года член политического консультативного совета «Бизнес-форум Социал-демократической партии Германии»[11];
- Бывший председатель наблюдательного совета Металлургического завода в Фёльклингена[12];
- Член «IG Bergbau, Chemie, Energie»[13];
- Член Германского Красного Креста[14].